# Sępopol (stacja kolejowa)
Sępopol – nieistniejąca już stacja kolejowa w Sępopolu, w województwie warmińsko-mazurskim, w Polsce. Została zlikwidowana w 1991.